# Вера. Надежда. Любовь
«Вера. Надежда. Любовь» — советский приключенческий фильм 1984 года режиссёра Владимира Грамматикова по одноимённой книге Николая Ершова и Розы Буданцевой.
В фильме звучит стихотворение неизвестного автора эпохи революции.

## Сюжет
Годы Гражданской войны в России. Юный поэт Ваня отправляется в столицу по приказу сельского учителя, где ему предстоит печататься в журнале «Революция и поэзия». Он путешествует вместе с солдатом Сорокиным и становится свидетелем изменений, происходящих в жизни людей из-за войны. Герои сталкиваются с трагедиями, которые заставляют их измениться.

## Роли исполняют
- Серёжа Бобровский — Ваня
- Владимир Стеклов — Сорокин
- Марина Левтова — Сонька
- Александр Филиппенко — офицер
- Леонид Белозорович — Логунов
- Александр Яковлев — Голубь
- Наталья Харахорина — Пантелеевна
- Андрей Калашников — Петухов
- Юрий Заборовский — учитель
- Алексей Весёлкин — Митяй
- Валентина Салтовская
- Виктор Шульгин — Соколов
- Клавдия Козлёнкова — Васильевна

## Съёмочная группа
- Режиссёр-постановщик: Владимир Грамматиков
- Автор сценария: Валерий Залотуха
- Оператор-постановщик: Александр Антипенко
- Художник-постановщик: Константин Загорский
- Композитор: Алексей Рыбников
- Звукорежиссёры: Александр Нейман, Михаил Галудзин

## Премьера
Премьера фильма состоялась 30 сентября 1985 года. За первый год кинопроката картину посмотрели 2,6 млн зрителей. Телевизионная премьера фильма состоялась 30 июля 1988 года по Второй программе ЦТ СССР.

## Награды
- XVIII Всесоюзный кинофестиваль в Минске (1985) — Приз по разделу детских фильмов[2].